# Gaetano Sarazin
Gaetano Sarazin (Ferrara, 8 marzo 1936) è un ex ciclista su strada italiano.
Professionista dal 1960 al 1962, non ottenne vittorie da professionista. Il suo miglior risultato in carriera fu il terzo posto nel Giro del Trentino nel 1962, dietro Enzo Moser e Alcide Cerato (gara disputata in linea in quell'occasione)

## Piazzamenti

### Grandi giri
- Vuelta a España

1962: 35º

### Classiche monumento
- Giro di Lombardia

1961: 18º

### Competizioni mondiali
- Campionati del mondo

Sachsenring 1960 - In linea dilettanti: 48º